# رابرت پیروش
رابرت پیروش (انگلیسی: Robert Pirosh؛ زاده ۱ آوریل ۱۹۱۰ درگذشته ۲۵ دسامبر ۱۹۸۹) یک کارگردان، نویسنده، و فیلم‌نامه‌نویس اهل ایالات متحده آمریکا بود.

## فیلم‌شناسی
- شبی در اپرا
- میدان جنگ
- ورشکسته شو
- یک روز در مسابقه